# Gorol (etnolekt śląski)
Gorol – niejednoznaczne określenie używane na Górnym Śląsku, pierwotnie oznaczające mieszkańca gór, obecnie stosowane głównie dla określenia osoby spoza Górnego Śląska.

## Historia
Przed zakończeniem I wojny światowej, mieszkańcy górnośląskich miast z części należącej do Prus mieli ograniczony kontakt z mieszkańcami gór w śląskiej i galicyjskiej części Austro-Węgier.
W połowie XIX wieku Górny Śląsk połączono koleją z dalszymi ziemiami i kontakty mieszkańców górnośląskich miast z ludźmi spoza regionu stały się częstsze. Charakterystyczni stali się wtedy przyjeżdżający masowo na Górny Śląsk górale z Małopolski zmierzający do pracy na zachód Europy lub do Ameryki, ale też aby handlować swoimi ludowymi wyrobami. Góralką nazywano wówczas zaliczkę dla nowo zatrudnionych górników, pochodzących głównie z okolic Wadowic i Żywca.
Od początku XX wieku mieszkańcy górnośląskich miast zaczęli liczniej odwiedzać góry Beskidu Śląskiego, jednak w okresie międzywojennym nacechowanym negatywnie mianem goroli Górnoślązacy określali również Ślązaków cieszyńskich.

## Współczesność
Przez mieszkańców górnośląskiej części GOP-u słowo to jest dziś używane również do określenia mieszkańców Zagłębia Dąbrowskiego (terenów po wschodniej stronie rzeki Brynicy) oraz ogólnie spoza Górnego Śląska. Niekiedy słowo gorol może przyjąć znaczenie obraźliwe, mające charakter poniżenia osoby w znaczeniu „ten gorszy”. Obecnie coraz częściej zaznacza się rozróżnienie w wymowie nacechowane bardziej pozytywnie gůrol („mieszkaniec gór”) od gorol („osoba spoza Górnego Śląska”).
Na Śląsku Cieszyńskim słowo gorol zachowało w dużej mierze, przede wszystkim w Czechach, swoje pierwotne znaczenie (góral), a w regionalnym słowniku gwarowym słowo górol (gůrol) nie występuje w ogóle. W polskiej części Śląska Cieszyńskiego liczne kontakty z mieszkańcami dawnego Śląska pruskiego i nowym znaczeniem słowa gorol doprowadziły do zauważalnej zmiany tożsamości góralskiej, która przestała iść w parze z tożsamością śląską. Zupełnie inaczej sytuacja wygląda na tzw. Zaolziu, gdzie równoczesne samookreślenie się jako gorol nie jest sprzeczne z identyfikacją śląską, wręcz ją wzmacnia. Określeniem Gorol potocznie nazywa się Gorolski Święto. Nazwę Gorol nosi również regionalny chór męski z Jabłonkowa.
W okolicach Opola, Krapkowic i Brzegu zamiast słowa gorol często używa się (identycznie jak w Poznańskiem) określenia chadziaj (pisane również hadziaj, hadźaj) lub kasztan.